# Helcostizus rufiscutum
Helcostizus rufiscutum là một loài tò vò trong họ Ichneumonidae.